# Every Where Is Some Where
Every Where Is Some Where è il secondo album in studio, ed il suo album di debutto per una etichetta major, dell'artista cantautrice statunitense K.Flay. L'album è stato pubblicato il 4 aprile 2017 con la Interscope Records e la Night Street Records di Dan Reynolds, di cui è il primo album pubblicato e K.Flay è la prima artista sotto contratto. Every Where Is Some Where è stato preceduto dai singoli Blood In the Cut, Black Wave e High Enough.

## Accoglienza
Da parte di Metacritic, che assegna un giudizio normalizzato in centesimi sulla base di recensioni di pubblicazioni mainstream, l'album ha ricevuto un punteggio medio di 67 basato su 5 recensioni.

## Tracce
Informazioni reperite su Qobuz.
1. Dreamers – 3:34 (testo:   - Kristine Flaherty
  - Simon Rosen
 – musica: Simon Says)
2. Giver – 3:34 (testo:   - Flaherty
  - Nate Campany
  - Kyle Shearer
 – musica: Tommy English)
3. Blood In the Cut – 3:09 (testo:   - Flaherty
  - Justin Daly
 – musica: JT Daly)
4. Champagne – 2:12 (testo:   - Flaherty
  - Daly
 – musica: Daly)
5. High Enough – 3:51 (testo: Flaherty – musica: Mike Elizondo)
6. Black Wave – 3:38 (testo:   - Flaherty
  - Dan Wilson
  - Tom Schleiter
 – musica: English)
7. Mean It – 3:25 (testo: Flaherty – musica: Elizondo)
8. Hollywood Forever – 3:04 (testo:   - Flaherty
  - Daly
 – musica: Daly)
9. The President Has a Sex Tape – 2:51 (testo: Flaherty – musica: English)
10. It's Just a Lot – 3:24 (testo: Flaherty – musica: English)
11. You Felt Right – 3:21 (testo:   - Flaherty
  - Daly
 – musica: Daly)
12. Slow March – 3:44 (testo:   - Flaherty
  - Daly
  - Daniel Kyriakides
  - Tom Peyton
 – musica: Daly)

Durata totale: 39:47